# Chariesthes kochi
Chariesthes kochi är en skalbaggsart som beskrevs av Stefan von Breuning 1962. Chariesthes kochi ingår i släktet Chariesthes och familjen långhorningar. Inga underarter finns listade i Catalogue of Life.